# Volutaria belouini
Volutaria belouini là một loài thực vật có hoa trong họ Cúc. Loài này được (Humbert) Maire miêu tả khoa học đầu tiên năm 1934.